# Богатир (бронепалубен крайцер, 1901)
Богатир (на руски: Богатырь) е бронепалубен крайцер от 1-ви ранг на Руския императорски флот. Главен кораб на едноименната серия крайцери. Участва в руско-японската война и Първата световна война. Построен по поръчка на руското правителство в Германия.

## Строителство
Договорът за строеж на крайцера с фирмата „Вулкан“ е подписан на 5 август 1898 г. Заложен е на 21 декември 1899 г., е спуснат на вода на 17 януари 1901 г., въведен е в състава на флота през август 1902 г. По този проект в Русия са построени крайцерите „Олег“, „Кагул“ (бивш „Очаков“) и „Памят Меркурия“ (бивш „Кагул“) и еще един еднотипен кораб („Витяз“), който недостроен изгаря на стапела при пожар в Санкт Петербург.

## История на службата
След построяването си „Богатир“ е преведен в Далечния Изток в състава на Тихоокеанската ескадра на руския Императорски флот и е включен в състава на Владивостокския отряд крайцери.
На 15 май 1904 г. се удря в скали в Амурския залив, получава сериозни повреди, с голям труд кораба е спасен и откаран във Владивосток за ремонт. Цялата Руско-японска война „Богатир“ е в ремонт.
След войната е преведен в Балтийския флот, където извършва учебни походи в Балтийско море.
Плава в Средиземно и Черно море.
Когато отрядът под флага на контраадмирал В. И. Литвинов („Богатир“, „Адмирал Макаров“, „Цесаревич“ и „Слава“) се намира в Средиземно море, става известно за земетресението в Сицилия на 28 декември 1908 г. Литвинов веднага изпраща своите кораби на помощ.
Моряците на „Богатир“ са сред първите притекли се на помощ на погребаните под разрушенията жители на Месина, спасени са около 1800 души. Всички екипажи действат самоотвержено и във висока степен умело, успявайки да спасят множество хора.
Преди Първата световна война (през 1912 г.) преминава в Кронщатския параходен завод ремонт на машините и частична модернизация.
В Първата световна война влиза в състава на 2-ра ескадра крайцери.
На 26 август 1914 г. крайцерите „Палада“ и „Богатир“ пленяват кодовата книга от германския лек крайцер „Магдебург“, заседнал на плитчина до остров Оденсхолм във Финския залив. Руските власти предават книгата на Британското Адмиралтейство. Това изиграва решаваща роля в разбиването на военноморския код на Германия, и оказва, впоследствие, значително влияние, както на бойните действия в морето, така и на хода на войната като цяло.
По време на войната преминава модернизационен ремонт през 1915 г. във Франко-руския завод със замяна на артилерията от 152 mm оръдия 45 калиброва дължина система Кане на шестнадесет 130 mm оръдия на Обуховския завод с 55 калибра дължина.
През цялата война успешно действа в Балтийско море, поставя минни заграждения, участва в много бойни операции. Но както и целият останал флот, е принуден да отстъпи след промените на фронта, последвали революцията от 1917 г.
Участва в знаменития Леден поход на Балтийския флот.
През 1922 г. е предаден за скрап.

## Командващи крайцера
- 15 февруари 1899 – 08.1905 – капитан 1-ви ранг Стеман, Александр Фьодорович
- 1905— 1906— Бострем, И.Ф.
- 13 март 1906 – 31 август 1906 – капитан 2-ри ранг Василковски, Станислав Францевич
- 1906— 1908 – Гирс, Владимир Константинович
- 1911 – 1912 – капитан 1-ви ранг Ворожейкин, Сергей Николаевич
- 1912 – 1915 – Криницки, Евгений Иванович
- 1915— 1916 – Вердеревски, Дмитрий Николаевич
- 1916— 1917 – Коптев, Сергей Дмитриевич
- 1918.02 – 11 – фон Хебхард, Б.Е.
- 1919— 1921?— Кукел, Владимир Андреевич

## Известни военнослужещи
- Александър Кондратиевич Гурло (матрос)